# Globovnica
Globóvnica je desni pritok Velke pri Radehovi v severnem delu Slovenskih goric. Izvira v dnu gozdnate grape pod vasjo Šomat in teče večinoma proti jugovzhodu, sprva po razmeroma ozki dolini z mokrotnim ravnim dnom, pri Jurovskem Dolu pa se dolina precej razširi in pri Lenartu preide v široko Pesniško dolino. Nekoč se je stekala naravnost v Pesnico, v okviru obsežnih melioracij v 60. letih dvajsetega stoletja pa so jo speljali v umetno jezero Radehova in od tam po umetnem kanalu v Velko. Iz nizkega gričevja na obeh straneh se vanjo stekajo številni kratki in majhni pritoki, nekoliko večji je le Vardovski potok z desne strani.
Dolinsko dno ob Globovnici je bilo nekoč zaradi majhnega strmca in ilovnatih prsti precej mokrotno in pogosto poplavljeno, zato so bili na njem predvsem travniki, redke domačije pa so bile postavljene na obrobju doline v nekoliko višjih legah, izven dosega pogostih poplav. Tik ob vodi so bili samo manjši kmečki mlini. V urbarju gospoščine Maribor – spodnji grad iz leta 1542 je zabeležen en mlin na Globovnici, po popisu iz leta 1840 pa je na območju Svetega Jurija v Slovenskih goricah delovalo pet mlinov na vodo s po dvema kamnoma, na območju Lenarta pa trije mlini s po tremi kamni.
V pisnih virih je Globovnica prvič omenjena leta 1298 kot Glogowiz, leta 1624 pa kot pächl Glogobniz. Na starem avstrijskem zemljevidu iz začetka 19. stoletja se potok imenuje Glogonicz Bach, v spodnjem toku pa je zapisano ime Leonharder B. (B. Bach = potok).
V zgornjem in srednjem toku je potok ostal v bolj ali manj naravnem stanju in drobno vijuga med travniki in njivami, obdan z obvodnim grmovnim in drevesnim rastjem. Tu in tam so se ohranili še drobni mrtvi rokavi, ki so pomembni mokrotni habitati. Dolvodno od Jurovskega Dola so v dnu doline do leta 1979 izvedli obsežne melioracije (ok. 170 ha zemljišč) in potok speljali v umetno strugo s pravilnim trapezastim profilom in skoraj golimi brežinami, kar je povsem spremenilo življenjske razmere za nekoč bogat vodni živelj. Obsežne njive segajo prav do potoka, zaradi česar je ta izpostavljen neposrednemu dotoku hranil in kemikalij z intenzivno obdelanih njivskih površin, vanj se stekajo tudi številni drenažni jarki.
V tem delu so se tudi povsem spremenile vodne razmere: ob koncu 18. stoletja se je Globovnica še izlivala neposredno v Pesnico, nato pa se je ob nekem dogodku njen tok preusmeril proti Velki. V okviru obsežnih melioracij v Pesniški dolini so Globovnico speljali v umetno jezero Radehova, ki je bilo prvotno namenjeno zadrževanju poplavnih voda. Pri športno-rekreacijskem centru Polena v Lenartu je še ohranjen del njene nekdanje struge, nekoliko niže je na levem bregu Globovnice čistilna naprava Lenart. V njeni neposredni bližini so tik ob regulirani strugi zaradi delnega uničenja gozda Kamenšak ob gradnji pomurske avtoceste uredili več hektarov velik nadomestni habitat kot približek izgubljenih naravnih habitatov.
Zaradi dobro ohranjene struge je v potoku, še zlasti pa v jezeru Radehova, bogat ribji in drug živelj, mdr. živijo tu evropski som (Silurus glanis), smuč (Sander lucioperca), ploščič (Abramis brama), rdečeoka (Rutilus rutilus) idr.